# تاريخ القزويني
تاريخ القزويني في تراجم المنسيين والمعروفين من أعلام العراق وغيرهم موسوعة تاريخية تراجمية في ثلاثين مجلداً من تأليف جودت القزويني.

## نبذة عن الموسوعة
استمر العمل على تأليف هذه الموسوعة - كما ينقل مؤلفها - طوال أربعين عاماً حتى خرج للأضواء نهاية عام 2012م، أسفرت عن تدوين «تراجم» موثقة لأعلام العراق وغيرهم ممن ارتبط اسمهم بالعراق.
ومصطلح «ترجمة» يُطلق على تدوين السيرة الموجزة لشخص يكون عادة في عداد المعروفين، حيث يُذكر اسمه ولقبه ومجمل حياته من مولده ونشأته ودراسته، والوظائف التي تقلدّها.
وقد خرج المؤلف في موسوعته هذه عن المألوف في التراجم، فقد عجّت المجلدات الثلاثين بالمغمورين من أعلام العراق، إضافة إلى الناس المشهورين والأقل شهرة، مع حصره بمدة زمنية بين عامي 1900 و2000 ميلادي.
ولم تقتصر كتابة التراجم على وصف المترجمين والحديث عنهم أو المبالغة في بيان مزاياهم، بل تعدت إلى دراسة حركتهم والتركيز على تتبع ما يصدر عنهم من أفعال تاريخية.
كما حوى الكتاب الذي شكّل الشعراء العامود الفقري له، تراجم نخبة من الشاعرات إلى جانب تراجم الشعراء.

## مميزات الكتاب
تفرد هذا الكتاب بمزايا أشار إليها المؤلف في مقدمته، وأهمها ما يلي:
1. شمول الكتاب على تراجم بعض السياسيين أو مؤسسي الأحزاب الدينية وغيرها وأنماطاً أخرى.
2. التزام الكتاب بترتيب التراجم حسب الحروف الهجائية للإسم الأول للمترجمين دون الاعتماد على اللقب.
3. اعتماد الكتاب على حصر المساحة الزمنية لطبقة الأشخاص المترجم لهم بالقرن العشرين الميلاد الذي يبدأ بعام 1900، وينتهي بعام 2000 أي 1318هـ (العقد الثاني من القرن الرابع عشر الهجري) و 1420- 1421هـ (القرن الخامس عشر الهجري)، واستخدام التاريخ الميلادي، إلى جانب الهجري.
4. احتواء الكتاب على ثلاثة أنماط من الشخصيات المترجمة تندرج بالمشهورين، والأقل شهرة، والمغمورين الذين اعتمدهم المؤلف ليكونوا عمدة كتابه هذا.
5. تعدّت كتابة التراجم التقليدية إلى دراسة حركة المترجم لهم والتركيز على تتبع ما يصدر عنهم من أفعال تاريخية، وقد اندرج تحت هذا المنحى تدوين التاريخ الاجتماعي والسياسي وتاريخ الصراعات الفكرية والعقائد والحروب من خلال هذه التراجم.
6. احتواء الكتاب على نخبة من الشاعرات غلى جانب تراجم الشعراء، بالإضافة إلى تراجم لبعض النخب من مؤسسي الأحزاب السياسية، خصوصاً الطبقة المؤسسة للحركة الإسلامية في العراق.
7. إثبات نماذج شعرية متفاوتة كبلة من الشعراء.
8. تفرد غالبية النصوص الواردة في هذا الكتاب، حيث عدم وجود معظمها في كتاب آخر، لأنها نصوص أصلية مستحصلة في مضامنها الأولى.
9. تفرد الكتاب بالترجمة لأشخاص مجهولين حتى من قبل الطبقات المهتمة في مثل هذه الميادين الثقافية.
10. تعدي التراجم العراقية إلى تراجم فمن ينتمي إلى بلدان أخرى، والجامع في اختيار هؤلاء هو دراستهم في مدارس العراق الدينية وحوزاته العلمية.
11. تعتبر هذه القلّة المترجمة في بناة المرحلة وأعمدتها سواء على الصعيد الفكري أم الأدبي أو الاجتماعي أو السياسي، كما وعلى جميع الأصعدة الأخرى.